# Terenzio (dux)
Terenzio (in latino Terentius; fl. 370–375) è stato un comandante militare romano orientale la cui carriera si svolse nella regione del Caucaso, intorno al 369-374. Servì l'imperatore romano Valente come comes rei militaris (comandante militare), soprattutto in Oriente.
Terenzio appare per la prima volta come dux in tegole non datate provenienti da Aquincum e Brigetio. Viene poi menzionato come comes e dux, al comando della spedizione che nel 370 reintegrò Pap come re d'Armenia. Nello stesso anno, con dodici legioni Terenzio aiutò Sauromace a reclamare il trono d'Iberia da Aspacures, cugino di Sauromaces e cliente sasanide. Nel 373 o 374 Terenzio sollecitò l'imperatore Valente a sostituire Pap con una persona più disponibile per evitare che l'Armenia cadesse in mano sasanide e, successivamente, perse la fiducia di Pap.
Nel 375 Terenzio è ricordato in pensione e residente ad Antiochia. Non è chiaro se Terenzio sia lo stesso comandante menzionato nel 373 come attaccante degli Albanesi e degli Iberi.
Terenzio era un devoto cristiano. Quando Valente gli chiese quale ricompensa avrebbe scelto per i suoi servigi, Terenzio chiese, tra le ire dell'imperatore, che gli fosse concessa una chiesa ad uso dei cristiani ortodossi. Le sue figlie erano monache a Samosata.